# زورق صواريخ أم المرادم
زورق صواريخ فئة أم المرادم هي فئة زورق صواريخ صنعت في فرنسا من قبل شركة الانشاءات الميكانيكية النورمندية لحساب القوة البحرية الكويتية، تم بناء 8 زوارق سلمت إلى البحرية الكويتية بالتتابع بداءً من يوليو 1998 حتى يونيو 2000.

## التسليح
سلحت الزوارق الثمانية بمنصتين لإطلاق صواريخ سي سكوا سطح - سطح وتحمل كل منصة صاروخين، تعمل صواريخ سي سكو بالتوجيه شبه النشط للرادار ويبلغ مداها الأقصى 15 كيلومترا وتصل سرعتها إلى 0.9 ماخ.
كما زودت الزوراق بمدافع أوتو ميلارا عيار 40 ملم وضعت في مقدمة السفينة ويوجد في المؤخرة مدفع خلفي عيار 20 ملم ورشاش ثقيل متعدد الاستخدامات عيار 12.7 ملم.

## السفن
تشغل القوة البحرية الكويتية 8 زوارق صواريخ من فئة «أم المرادم» وتشكل الزوارق الثمانية غالب أسطول القوة البحرية الكويتية:
- الزورق أم المرادم (P3711)
- الزورق عوهه (P3713)
- الزورق فيلكا (P3715)
- الزورق مسكان (P3717)
- الزورق الأحمدي (P3719)
- الزورق الفحيحيل (P3721)
- الزورق قاروه (P 3725)
- الزورق اليرموك